# Biorca cen
Biorca cen – podmiot rynkowy niemający wystarczającej siły przetargowej, aby zmienić obowiązującą na rynku cenę.
Biorcą cen może być zarówno konsument – kupujący na tyle mało, lub od na tyle silnego ekonomicznie sprzedawcy, że nie ma możliwości obniżenia płaconej przez siebie ceny, jak i producent, któremu uwarunkowania rynkowe nie pozwalają ustalić korzystniejszej niż rynkowa ceny.
Przykłady biorców cen:
- klient supermarketu
- sklep osiedlowy, będący jednym z wielu odbiorców piekarni
- rolnik uprawiający pszenicę na 7 ha